# Нюдя-Танголава
Нюдя-Танголава (устар. Нюды-Танга-Лова) — река в России, протекает по Ямало-Ненецкому АО. Устье реки находится в 36 км от устья по правому берегу реки Нгарка-Табъяха. Длина реки составляет 33 км. В 12 км от устья по правому берегу впадает река Танголаватарка.

## Данные водного реестра
По данным государственного водного реестра России относится к Нижнеобскому бассейновому округу, водохозяйственный участок реки — Пур. Речной бассейн реки — Пур.
Код объекта в государственном водном реестре — 15040000112115300062316.